# Cantón de Salviac
El cantón de Salviac era una división administrativa francesa, que estaba situada en el departamento de Lot y la región de Mediodía-Pirineos.

## Composición
El cantón estaba formado por seis comunas:
- Dégagnac
- Lavercantière
- Léobard
- Rampoux
- Salviac
- Thédirac

## Supresión del cantón de Salviac
En aplicación del Decreto núm. 2014-154 de 13 de febrero de 2014, el cantón de Salviac fue suprimido el 22 de marzo de 2015 y sus 6 comunas pasaron a formar parte; cinco del nuevo cantón de Gourdon y una del nuevo cantón de Meseta y Bouriane.